# Académie des beaux-arts Sarajevo
L'Académie des beaux-arts Sarajevo est l'une des 25 facultés de l'université de Sarajevo, la capitale de la Bosnie-Herzégovine. Elle a été fondée en 1972. En 2015, son doyen est le professeur Amela Hadžimejlić-Kečo.

## Bâtiment
Le bâtiment de l'Académie a été construit en 1899 selon des plans de l'architecte Karel Pařík pour abriter l'église évangélique de Sarajevo. Il est inscrit sur la liste provisoire des monuments nationaux de Bosnie-Herzégovine.

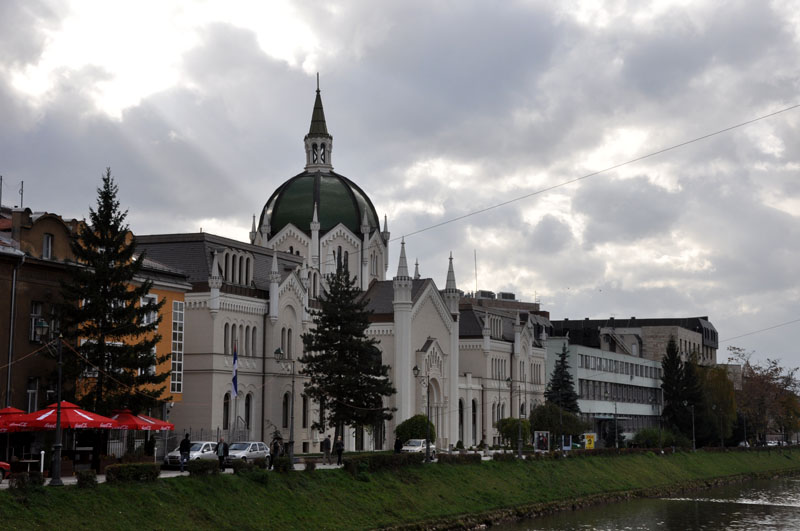
Le bâtiment de l'Académie